# 포켓몬스터 XY의 에피소드 목록
다음은 일본의 애니메이션 《포켓몬스터》 시리즈 중 하나인 《포켓몬스터 XY》의 에피소드 목록이다.

## 목록

### XY
| 화수 | 제목                                                      | 본방송일자 (일본)                                               | 방영순서 |
| ---- | --------------------------------------------------------- | --------------------------------------------------------------- | -------- |
| 1    | "칼로스 지방에 도착하다! 꿈과 모험의 시작!"               | 2013년 10월 17일 대한민국 내 방영 : 2014년 3월 10일 (1기 첫방)  | 805      |
| 2    | "메가진화와 프리즘타워!!"                                 | 2013년 10월 17일 대한민국 내 방영 : 2014년 3월 10일             | 806      |
| 3    | "개구마르 VS 화살꼬빈! 공중기동 배틀!"                    | 2013년 10월 24일 대한민국 내 방영 : 2014년 3월 11일             | 807      |
| 4    | "피카츄와 데덴네! 볼부비부비!"                            | 2013년 10월 31일 대한민국 내 방영 : 2014년 3월 11일             | 808      |
| 5    | "백단체육관 시합! 비비용의 화려한 춤 배틀!"               | 2013년 11월 7일 대한민국 내 방영 : 2014년 3월 17일              | 809      |
| 6    | "얼음 위의 대결! 피카츄 VS 비비용!"                       | 2013년 11월 14일 대한민국 내 방영 : 2014년 3월 17일             | 810      |
| 7    | "세레나에게 맡긴다!? 격주 뿔카노 레이스!"                 | 2013년 11월 21일 대한민국 내 방영 : 2014년 3월 18일             | 811      |
| 8    | "포켓몬 트리머와 트리미앙!"                               | 2013년 11월 28일 대한민국 내 방영 : 2014년 3월 18일             | 812      |
| 9    | "미르체육관 공략! 시트론의 비밀!"                         | 2013년 12월 5일 대한민국 내 방영 : 2014년 3월 24일              | 813      |
| 10   | "도치마론 VS 메가메가 나옹!"                              | 2013년 12월 12일 대한민국 내 방영 : 2014년 3월 24일             | 814      |
| 11   | "대나무숲에서의 추적! 판짱과 부란다!"                     | 2013년 12월 19일 대한민국 내 방영 : 2014년 3월 25일             | 815      |
| 12   | "포켓몬 바이어를 잡아라! 분떠도리 위장작전!"              | 2014년 1월 9일 대한민국 내 방영 : 2014년 3월 25일               | 816      |
| 13   | "님피아 VS 개구마르! 유치원 대소동!"                      | 2014년 1월 16일 대한민국 내 방영 : 2014년 3월 31일              | 817      |
| 14   | "음침한 저택의 기이한 사건! 냐스퍼는 보고 있다!"          | 2014년 1월 30일 대한민국 내 방영 : 2014년 3월 31일              | 818      |
| 15   | "도치마론 VS 마폭시!다이어트 배틀!?"                      | 2014년 2월 6일 대한민국 내 방영 : 2014년 4월 1일                | 819      |
| 16   | "데덴네가 피츄로! 피츄가 데덴네로…!?"                     | 2014년 2월 13일 대한민국 내 방영 : 2014년 4월 1일               | 820      |
| 17   | "개구마르 VS 개굴반장! 닌자배틀!!"                        | 2014년 2월 20일 대한민국 내 방영 : 2014년 4월 7일               | 821      |
| 18   | "잠만보를 깨워라! 파르팽 궁전의 시합!!"                   | 2014년 2월 27일 대한민국 내 방영 : 2014년 4월 7일               | 822      |
| 19   | "마담X의 음모! 공포의 칼라마네로!!"                       | 2014년 3월 13일 대한민국 내 방영 : 2014년 4월 8일               | 823      |
| 20   | "도전 배틀샤토! 비올라 VS 자크로!!"                       | 2014년 3월 20일 대한민국 내 방영 : 2014년 4월 8일               | 824      |
| 21   | "데뷔예요! 세레나와 푸호꼬의 포켓비전!!"                  | 2014년 3월 27일 대한민국 내 방영 : 2014년 4월 22일              | 825      |
| 22   | "황금의 잉어킹을 낚아라!!"                                | 2014년 4월 10일 대한민국 내 방영 : 2014년 4월 22일              | 828      |
| 23   | "오로라의 인연! 아마루스와 아마루르가!!"                  | 2014년 4월 17일 대한민국 내 방영 : 2014년 4월 29일              | 829      |
| 24   | "해저의 성! 수레기와 드래캄!!"                            | 2014년 11월 20일 대한민국 내 방영 : 2014년 4월 29일 (1기 종방)  | 830      |
| 25   | "삼채체육관 시합! 피카츄 VS 티고라스!!"                   | 2014년 4월 24일 대한민국 내 방영 : 2014년 9월 22일 (2기 첫방)   | 831      |
| 26   | "나룸퍼프와 나루림!! 달콤한 싸움은 달콤하지 않다!?"       | 2014년 5월 8일 대한민국 내 방영 : 2014년 9월 22일               | 832      |
| 27   | "플라베베와 요정의 꽃!!"                                  | 2014년 5월 15일 대한민국 내 방영 : 2014년 9월 23일              | 833      |
| 28   | "챔피언 카르네 등장! 안개 속의 메가가디안!!"              | 2014년 5월 22일 대한민국 내 방영 : 2014년 9월 23일              | 834      |
| 29   | "짜잔! 가짜 지우가 나타나다!!"                            | 2014년 5월 29일 대한민국 내 방영 : 2014년 9월 29일              | 835      |
| 30   | "코르니와 루카리오! 메가진화의 비밀!!"                    | 2014년 5월 29일 대한민국 내 방영 : 2014년 9월 29일              | 836      |
| 31   | "루카리오 VS 번치코! 시련의 동굴!!"                       | 2014년 6월 5일 대한민국 내 방영 : 2014년 9월 30일               | 837      |
| 32   | "메가 루카리오 VS 메가 루카리오! 파동의 폭풍우!!"         | 2014년 6월 12일 대한민국 내 방영 : 2014년 9월 30일              | 838      |
| 33   | "서로를 부르는 마음! 파동의 저 편으로!!"                  | 2014년 6월 19일 대한민국 내 방영 : 2014년 10월 6일              | 839      |
| 34   | "메가 루카리오 VS 메가 입치트! 메가진화의 유대관계!!"     | 2014년 7월 3일 대한민국 내 방영 : 2014년 10월 6일               | 840      |
| 35   | "숲의 챔피언! 루차불 등장!!"                              | 2014년 7월 10일 대한민국 내 방영 : 2014년 10월 7일              | 841      |
| 36   | "스카이배틀! 루차불 VS 파이어로!"                         | 2014년 7월 24일 대한민국 내 방영 : 2014년 10월 7일              | 842      |
| 37   | "비춤의 동굴! 거울나라의 지우와 지우!!"                   | 2014년 7월 31일 대한민국 내 방영 : 2014년 10월 13일             | 843      |
| 38   | "움직이는 숲의 대로트!"                                   | 2014년 8월 7일 대한민국 내 방영 : 2014년 10월 13일              | 844      |
| 39   | "포켓몬 서머캠프! 라이벌 3총사 등장!!"                    | 2014년 8월 14일 대한민국 내 방영 : 2014년 10월 14일             | 845      |
| 40   | "세레나 VS 사나! 포켓비전 대결!"                          | 2014년 8월 21일 대한민국 내 방영 : 2014년 10월 14일             | 846      |
| 41   | "포켓엔티어링! 안개속의 X!!"                              | 2014년 8월 28일 대한민국 내 방영 : 2014년 10월 20일             | 847      |
| 42   | "팀배틀! 전당 등록을 향한 결전!!"                         | 2014년 9월 4일 대한민국 내 방영 : 2014년 10월 20일              | 848      |
| 43   | "마스터 타워! 메가진화의 역사!!"                          | 2014년 9월 18일 대한민국 내 방영 : 2014년 10월 21일             | 849      |
| 44   | "사라체육관 시합! 피카츄 VS 메가루카리오!!"               | 2014년 9월 25일 대한민국 내 방영 : 2014년 10월 21일             | 850      |
| 45   | "시트론 VS 유리카!? 냐오닉스로 남매배틀!!"                | 2014년 10월 2일 대한민국 내 방영 : 2014년 10월 27일             | 851      |
| 46   | "실수투쟁이 푸크린 VS 폭주 보만다!!"                      | 2014년 10월 9일 대한민국 내 방영 : 2014년 10월 27일             | 852      |
| 47   | "세레나, 처음으로 포켓몬을 잡다!? 판짱 VS 푸호꼬!!"       | 2014년 10월 16일 대한민국 내 방영 : 2014년 10월 28일            | 853      |
| 48   | "시트론, 추억의 캠퍼스! 꼬링크와 만남!!"                  | 2014년 10월 23일 대한민국 내 방영 : 2014년 10월 28일 (2기 종방) | 854      |
| 49   | "출동 라프라스 방위대! 유리카의 새로운 탐험!"             | 2014년 10월 30일 대한민국 내 방영 : 2015년 3월 17일 (3기 첫방)  | 856      |
| 50   | "춤추는 판짱과 매력적인 푸호꼬! 내일을 향한 스텝!!"       | 2014년 11월 13일 대한민국 내 방영 : 2015년 3월 17일             | 857      |
| 51   | "루차불과 다크루차불!"                                    | 2014년 11월 27일 대한민국 내 방영 : 2015년 3월 24일             | 858      |
| 52   | "인술 대결! 개굴반장 VS 거북손데스!!"                     | 2014년 12월 11일 대한민국 내 방영 : 2015년 3월 24일             | 859      |
| 53   | "세레나의 진심! 달려라, 메이클 레이스!!"                  | 2014년 12월 18일 대한민국 내 방영 : 2015년 3월 31일             | 860      |
| 54   | "칼라마네로 VS 오케이징! 우정은 세계를 구한다!!"          | 2014년 12월 25일 대한민국 내 방영 : 2015년 3월 31일             | 861      |
| 55   | "최약의 드래곤!? 미끄메라 등장!!"                         | 2015년 1월 8일 대한민국 내 방영 : 2015년 4월 7일                | 862      |
| 56   | "데덴네 힘을 내다! 미끄메라를 위해서!!"                   | 2015년 1월 15일 대한민국 내 방영 : 2015년 4월 7일               | 863      |
| 57   | "바닐프티 패닉! 얼음은 이제 싫어!!"                       | 2015년 1월 22일 대한민국 내 방영 : 2015년 4월 14일              | 864      |
| 58   | "비익체육관 시합! 개굴반장 대 고고트!!"                   | 2015년 1월 29일 대한민국 내 방영 : 2015년 4월 14일              | 865      |
| 59   | "지우와 세레나 첫 데이트!? 맹세에 나무와 선물!!"          | 2015년 2월 5일 대한민국 내 방영 : 2015년 4월 21일               | 866      |
| 60   | "칼로스퀸을 향하여! 세레나의 데뷔!!"                      | 2015년 2월 12일 대한민국 내 방영 : 2015년 4월 21일              | 867      |
| 61   | "황야의 결투! 싸워라 미끄메라!!"                          | 2015년 2월 19일 대한민국 내 방영 : 2015년 4월 28일              | 868      |
| 62   | "과학의 미래를 지켜라! 전기대소동!!"                      | 2015년 2월 26일 대한민국 내 방영 : 2015년 4월 28일              | 869      |
| 63   | "인생의 갈림길에 방황하다! 로사와 마자용!!"               | 2015년 3월 5일 대한민국 내 방영 : 2015년 5월 5일                | 870      |
| 64   | "푸호꼬 VS 마폭시! 화려한 퍼포머 배틀!!"                  | 2015년 3월 12일 대한민국 내 방영 : 2015년 5월 5일               | 871      |
| 65   | "어니부기와 라이츄 등장! 힘내라 미끄네일!!"               | 2015년 3월 26일 대한민국 내 방영 : 2015년 5월 12일              | 873      |
| 66   | "미르시티 수망선! 시트로이드 대 블랙 시트로이드!!"        | 2015년 4월 2일 대한민국 내 방영 : 2015년 5월 12일               | 874      |
| 67   | "미르체육관 시합! 지우 VS 시트론!!"                       | 2015년 4월 9일 대한민국 내 방영 : 2015년 5월 19일               | 875      |
| 68   | "메가진화를 지켜라! 한카리아스의 우정!!"                  | 2015년 4월 16일 대한민국 내 방영 : 2015년 5월 19일              | 876      |
| 69   | "습지대의 대결! 미끄래곤 VS 플라제스"                     | 2015년 4월 23일 대한민국 내 방영 : 2015년 5월 26일              | 877      |
| 70   | "안녕! 미끄래곤은 무지개 너머로!!"                        | 2015년 4월 30일 대한민국 내 방영 : 2015년 5월 26일 (3기 종방)   | 878      |
| 71   | "최악의 커플? 유리카 VS 나옹"                             | 2015년 5월 7일 대한민국 내 방영 : 2015년 9월 3일 (4기 첫방)     | 879      |
| 72   | "귀신의 집의 특별한 환영식!!"                             | 2015년 5월 14일 대한민국 내 방영 : 2015년 9월 3일               | 880      |
| 73   | "패션쇼장에서 배틀!! 아공이 VS 슈쁘!!"                    | 2015년 5월 21일 대한민국 내 방영 : 2015년 9월 10일              | 881      |
| 74   | "후늬체육관 시합! 아름다운 페어리의 함정!"                | 2015년 5월 28일 대한민국 내 방영 : 2015년 9월 10일              | 882      |
| 75   | "라이벌 배틀 삼세판! 내일을 향해서!!"                     | 2015년 6월 4일 대한민국 내 방영 : 2015년 9월 17일               | 883      |
| 76   | "알에서 부화한 음뱃! 바람을 타고 날아라!"                 | 2015년 6월 11일 대한민국 내 방영 : 2015년 9월 17일              | 884      |
| 77   | "포켓몬 스카이릴레이에 도전! 날아라, 음뱃!!"              | 2015년 6월 18일 대한민국 내 방영 : 2015년 9월 24일              | 885      |
| 78   | "피카츄는 스타!? 영화 데뷔!"                              | 2015년 6월 18일 대한민국 내 방영 : 2016년 3월 15일              | 886      |
| 79   | "몬스터볼 공장의 결투! 피카츄 VS 나옹!!"                  | 2015년 6월 25일 대한민국 내 방영 : 2015년 9월 24일              | 887      |
| 80   | "테르나와 판짱!! 불꽃 퍼포먼스를 펼쳐라!!"                | 2015년 7월 2일 대한민국 내 방영 : 2015년 10월 1일               | 888      |
| 81   | "시간을 달리는 지우! 로토무의 소원!!"                     | 2015년 7월 9일 대한민국 내 방영: 2015년 10월 1일                | 889      |
| 82   | "펌킨인 페스티벌! 안녕, 호바귀!?"                         | 2015년 7월 23일 대한민국 내 방영 : 2015년 10월 8일              | 890      |
| 83   | "설산을 넘어서! 맘모꾸리와 눈설왕!!"                      | 2015년 7월 30일 대한민국 내 방영 : 2015년 10월 8일              | 891      |
| 84   | "도치마론! 첫 심부름을 가다!!"                            | 2015년 8월 13일 대한민국 내 방영 : 2015년 10월 15일             | 892      |
| 85   | "부러진 가지와 부러진 마음! 테르나의 강한 의지!!"         | 2015년 8월 20일 대한민국 내 방영 : 2015년 10월 15일             | 893      |
| 86   | "전설의 포켓몬 파이어! 셔터 찬스를 노려라!!"              | 2015년 8월 27일 대한민국 내 방영 : 2015년 10월 22일             | 894      |
| 87   | "유리카 보모 되다! 어리광쟁이 티고라스!!"                 | 2015년 9월 10일 대한민국 내 방영 : 2015년 10월 22일             | 895      |
| 88   | "추억의 트레인! 시트론과 파르빗!!"                        | 2015년 9월 17일 대한민국 내 방영 : 2015년 10월 29일             | 896      |
| 89   | "낮을 가리는 이브이!? 꽃밭에서 잡아라!!"                  | 2015년 9월 24일 대한민국 내 방영 : 2015년 10월 29일             | 897      |
| 90   | "태그 배틀은 우정 배틀! 이브이의 첫 시합!!"               | 2015년 10월 1일 대한민국 내 방영 : 2015년 11월 5일              | 898      |
| 91   | "해피 댄스는 퀴즈가 끝난 뒤에!? 트라이포카론 향전 대회!!" | 2015년 10월 8일 대한민국 내 방영 : 2015년 11월 5일              | 899      |
| 92   | "칼로스의 위기! 거대 해시계의 전투!!"                     | 2015년 10월 15일 대한민국 내 방영 : 2015년 11월 12일            | 900      |
| 93   | "향전체육관의 더블배틀! 고지카의 미래예지!!"              | 2015년 10월 22일 대한민국 내 방영 : 2015년 11월 12일 (4기 종방) | 901      |

### XY 특별편 「MEGA EVOLUTION –최강 메가진화-」
| 화수 | 제목      | 본방송일자 (일본)                                    | 방영순서 |
| ---- | --------- | ---------------------------------------------------- | -------- |
| 1    | "Act I"   | 2014년 4월 3일 대한민국 내 방영 : 2014년 12월 22일   | 827      |
| 2    | "Act II"  | 2014년 11월 6일 대한민국 내 방영 : 2014년 12월 22일  | 855      |
| 3    | "Act III" | 2015년 3월 19일 대한민국 내 방영 : 2015년 11월 19일  | 872      |
| 4    | "Act IV"  | 2015년 10월 29일 대한민국 내 방영 : 2015년 11월 19일 | 902      |

### XY & Z
| 화수      | 제목                                                | 본방송일자 (일본)                                                   | 방영순서 |
| --------- | --------------------------------------------------- | ------------------------------------------------------------------- | -------- |
| 94        | "Z탄생! 칼로스에 숨어 있는 것!!"                    | 2015년 10월 29일 대한민국 내 방영 : 2016년 3월 22일 (XY&Z 1기 첫방) | 903      |
| 95        | "열혈 도치보구! 말랑이를 지켜라!!"                  | 2015년 11월 5일 대한민국 내 방영 : 2016년 3월 22일                  | 904      |
| 96        | "메가다부니 VS 기가기가나옹!!"                      | 2015년 11월 12일 대한민국 내 방영 : 2016년 3월 29일                 | 905      |
| 97        | "레오꼬와 화렴레오! 혹독한 홀로서기!!"              | 2015년 11월 19일 대한민국 내 방영 : 2016년 3월 29일                 | 906      |
| 98        | "피카츄, 말랑이의 꿈속으로 들어가다!"               | 2015년 11월 26일 대한민국 내 방영 : 2016년 4월 5일                  | 907      |
| 99        | "닌자마을에 가다! 영웅 개굴닌자의 전설!"            | 2015년 12월 3일 대한민국 내 방영 : 2016년 4월 5일                   | 908      |
| 100       | "닌자마을의 결전! 개굴반장 VS 절각참!!"             | 2015년 12월 10일 대한민국 내 방영 : 2016년 4월 12일                 | 909      |
| 101       | "춤추는 이브이! 트라이포카론 데뷔!!"                | 2015년 12월 17일 대한민국 내 방영 : 2016년 4월 12일                 | 910      |
| 102       | "끝의 동굴! 서서히 드러나는 Z의 비밀!!"             | 2015년 12월 24일 대한민국 내 방영 : 2016년 4월 19일                 | 911      |
| 103       | "유리카와 말랑이!"                                  | 2016년 1월 14일 대한민국 내 방영 : 2016년 4월 19일                  | 912      |
| 104       | "음뱃과 플라엣테! 바람 속에서 만나다!!"             | 2016년 1월 21일 대한민국 내 방영 : 2016년 4월 26일                  | 913      |
| 105       | "지우와 세레나! 댄스파티에 가다!!"                  | 2016년 1월 28일 대한민국 내 방영 : 2016년 4월 26일                  | 914      |
| 106       | "최강 메가배틀! 개굴닌자 VS 메가리자몽!!"           | 2016년 2월 4일 대한민국 내 방영 : 2016년 5월 3일                    | 915      |
| 107       | "작렬, 그라운드포스! 지가르데 포획 대작전!!"        | 2016년 2월 11일 대한민국 내 방영 : 2016년 5월 3일                   | 916      |
| 108       | "황야의 브리가론! 나무를 심는 로봉!!"               | 2016년 2월 18일 대한민국 내 방영 : 2016년 5월 10일                  | 917      |
| 109       | "마스터클래스를 향한 시련! 세레나의 도전!!"         | 2016년 2월 25일 대한민국 내 방영: 2016년 5월 10일                   | 918      |
| 110       | "썬더와 음번! 분노의 뇌격!!"                        | 2016년 3월 3일 대한민국 내 방영 : 2016년 5월 17일                   | 919      |
| 111       | "레프트와 라이트! 거북손손의 흔들리는 마음!!"       | 2016년 3월 10일 대한민국 내 방영 : 2016년 5월 17일                  | 920      |
| 112       | "마스터클래스 개막! 불꽃 흩날리는 소녀들의 대결!!"  | 2016년 3월 17일 대한민국 내 방영 : 2016년 5월 24일                  | 921      |
| 113       | "엘르 VS 세레나! 미래의 문을 열어라!!"              | 2016년 3월 24일 대한민국 내 방영: 2016년 5월 24일                   | 922      |
| 114       | "시트론의 신부!? 유리카의 실부플레 패닉!!"          | 2016년 4월 7일 대한민국 내 방영 : 2016년 5월 31일                   | 923      |
| 115       | "세레나, 지우가 되다! 최강 피카츄 대결!!"           | 2016년 4월 14일 대한민국 내 방영 : 2016년 5월 31일                  | 924      |
| 116       | "지우와 알랭! 개굴닌자 VS 메가리자몽!!"             | 2016년 4월 21일 대한민국 내 방영 : 2016년 6월 7일                   | 925      |
| 117       | "숲의 저주와 하얀 나목령!"                          | 2016년 4월 28일 대한민국 내 방영 : 2016년 6월 7일 (XY&Z 1기 종방)   | 926      |
| 118       | "지우 대 챔피언 카르네! VS 메가가디안!!"            | 2016년 5월 5일 대한민국 내 방영 : 2016년 9월 20일 (XY&Z 2기 첫방)   | 927      |
| 119       | "라이벌 대결! 지우 VS 승태!!"                       | 2016년 5월 12일 대한민국 내 방영 : 2016년 9월 20일                  | 928      |
| 120       | "이설체육관 시합! 얼음 배틀 필드!!"                 | 2016년 5월 19일 대한민국 내 방영 : 2016년 9월 27일                  | 929      |
| 121       | "방황의 숲, 진화의 새벽!"                           | 2016년 5월 26일 대한민국 내 방영 : 2016년 9월 27일                  | 930      |
| 122       | "지우개굴닌자 VS 메가눈설왕! 거대 물수리검 발동!!"  | 2016년 6월 2일 대한민국 내 방영 : 2016년 10월 4일                   | 931      |
| 123       | "멜리시를 찾아라! 미끄래곤과 데덴네!!"              | 2016년 6월 9일 대한민국 내 방영 : 2016년 10월 4일                   | 932      |
| 124       | "기상천외 기계 장치 페스티벌!!"                     | 2016년 6월 16일 대한민국 내 방영 : 2016년 10월 11일                 | 933      |
| 125       | "칼로스리그 개막! 메가리자몽 대결 X VS Y!!"         | 2016년 6월 30일 대한민국 내 방영 : 2016년 10월 11일                 | 934      |
| 126       | "메가나무킹 VS 라이츄! 한 수 배우겠습니다!!"        | 2016년 7월 7일 대한민국 내 방영 : 2016년 10월 18일                  | 935      |
| 127       | "준결승 풀배틀! 지우 VS 승태!!"                     | 2016년 7월 21일 대한민국 내 방영 : 2016년 10월 18일                 | 936      |
| 128       | "라이벌 결전! 지우개굴닌자 VS 메가나무킹!!"         | 2016년 7월 28일 대한민국 내 방영 : 2016년 10월 25일                 | 937      |
| 129       | "격투 칼로스리그! 모두 모여라, 뜨거운 열정들이여!!" | 2016년 8월 4일 대한민국 내 방영 : 2016년 10월 25일                  | 938      |
| 130       | "결승전! 지우 VS 알랭!!"                            | 2016년 8월 11일 대한민국 내 방영 : 2016년 11월 1일                  | 939      |
| 131       | "칼로스리그 우승! 정상을 향한 지우의 정상결전!!"    | 2016년 8월 18일 대한민국 내 방영 : 2016년 11월 1일                  | 940      |
| 132       | "플레어단의 습격! 프리즘타워의 지가르데!!"          | 2016년 8월 25일 대한민국 내 방영 : 2016년 11월 8일                  | 941      |
| 133       | "충격, 지가르데 VS 지가르데! 파괴되어 가는 세계!!"  | 2016년 9월 1일 대한민국 내 방영 : 2016년 11월 8일                   | 942      |
| 134       | "돌격, 미르체육관! 시트로이드여 영원하라!!"         | 2016년 9월 8일 대한민국 내 방영 : 2016년 11월 15일                  | 943      |
| 135       | "진격하는 거석! 칼로스 방위선!!"                    | 2016년 9월 15일 대한민국 내 방영 : 2016년 11월 15일                 | 944      |
| 136       | "반격의 지가르데! 칼로스 최후의 결전!!"             | 2016년 9월 15일 대한민국 내 방영 : 2016년 11월 22일                 | 945      |
| 137       | "시작은 제로! 시트론의 결단!!"                      | 2016년 10월 6일 대한민국 내 방영 : 2016년 11월 22일                 | 946      |
| 138       | "지우와 마지막 배틀! 세레나의 선택!!"               | 2016년 10월 13일 대한민국 내 방영 : 2016년 11월 29일                | 947      |
| 139       | "지우개굴닌자, 안녕! 크세로시키의 역습!!"           | 2016년 10월 20일 대한민국 내 방영 : 2016년 11월 29일                | 948      |
| 140       | "끝나지 않은 제로! 다시 만날 그날까지!!"            | 2016년 10월 27일 대한민국 내 방영 : 2016년 12월 6일 (XY&Z 2기 종방) | 949      |
| 141(번외) | "XYZ의 전설!!"                                      | 2016년 11월 3일 대한민국 내 방영 : 2016년 12월 6일                  | 950      |
| 142(번외) | "최강의 두 사람! 시트론과 덴트!!"                   | 2016년 11월 10일 대한민국 내 방영 : 2016년 12월 13일                | 951      |